# Jay Kogen
Jay Kogen (n. 3 mai 1963, New York City, New York, SUA) este un scenarist, producător, actor și regizor american.

## Biografie
S-a născut într-o familie evreiască. Tatăl său este scriitorul de comedie Arnie Kogen⁠(d).
Kogen a contribuit la unele episoade din The Tracey Ullman Show⁠(d) și Familia Simpson alături de scenaristul Wallace Wolodarsky⁠(d). De asemenea, a lucrat pentru serialele Frasier, Everybody Loves Raymond, George Lopez⁠(d) și Malcolm in the Middle⁠(d). Acesta a avut un rol minor în filmul The Aristocrats⁠(d), a fost producător consultant al emisiunii The Class⁠(d) și coscenarist al lungmetrajului Nu e vina mea!⁠(d) (1997).
În 2009, a început să lucreze la serialul Nickelodeon The Troop⁠(d) și este creatorul Wendell & Vinnie⁠(d). În 2015, a devenit scenarist și coproducător executiv al sitcomului Henry Pericol.
Pe 15 aprilie 2019, Kogen și alți scriitori din Sindicatul Scenariștilor Americani și-au concediat agenții pentru a protesta împotriva practicii de movie packaging⁠(d).
Pe 9 decembrie 2020, Kogen și Ali Schouten au dezvoltat o nouă serie iCarly. Pe 25 februarie 2021, acesta a părăsit proiectul din cauza „diferențelor creative”.

## Filmografie

### Familia Simpson
- „Homer's Odyssey”
- „Krusty Gets Busted”
- „Treehouse of Horror”
- „Bart the Daredevil”
- „Old Money⁠(d)”
- „Like Father, Like Clown”
- „Lisa the Greek”
- „Bart's Friend Falls in Love”
- „Treehouse of Horror III”
- „Last Exit to Springfield”

### Frasier
- „My Fair Frasier”
- „Ain't Nobody's Business If I Do”
- „Sweet Dreams”
- „Frasier's Curse”
- „Merry Christmas, Mrs. Moskowitz”
- „IQ”
- „Something About Dr. Mary”
- „Morning Becomes Entertainment”

### Malcom in the Middle
- „Tiki Lounge”
- „College Recruiters”
- „Hal's Dentist”